# Bastion des pêcheurs
Le Bastion des pêcheurs (hongrois : Halászbástya, prononcé [ˈhɒlaːzbaːʃcɒ]) est une promenade de plaisance bordant le quartier du château de Buda à Budapest. Attraction touristique notable de Budapest, elle offre un panorama sur la ville, étant située parallèlement au Danube.
La promenade est construite entre 1895 et 1902 dans le style néo-roman par Frigyes Schulek, qui est alors le responsable de la construction de l'église Notre-Dame-de-l'Assomption de Budavár à la place des anciens murs du palais de Budavár.
Son nom suggère qu'au Moyen Âge, cette partie de l'enceinte du château est « protégée » par la guilde des pêcheurs.

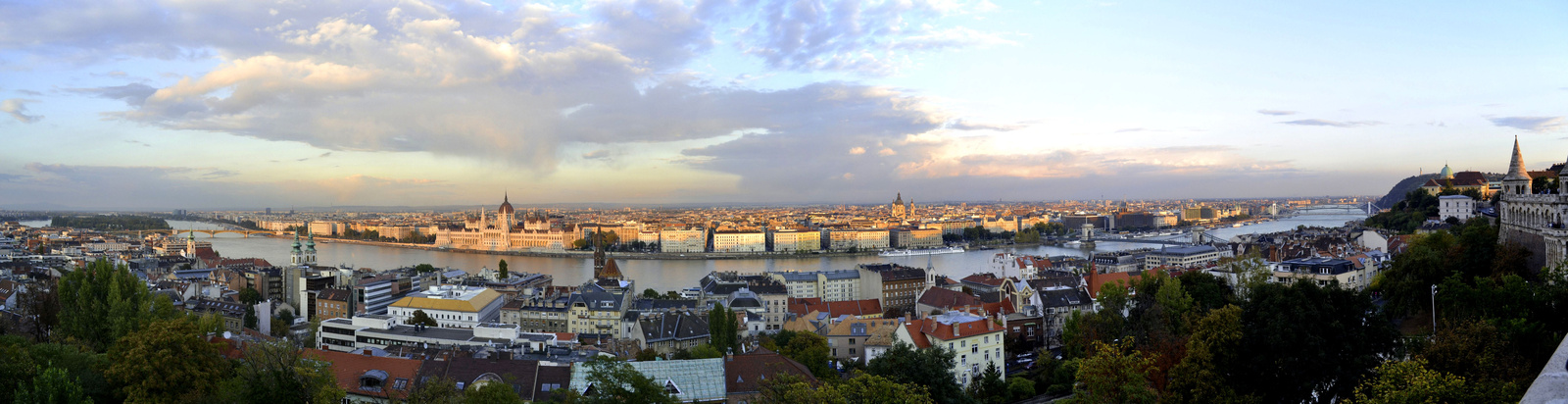
Panorama depuis le Bastion des pêcheurs.

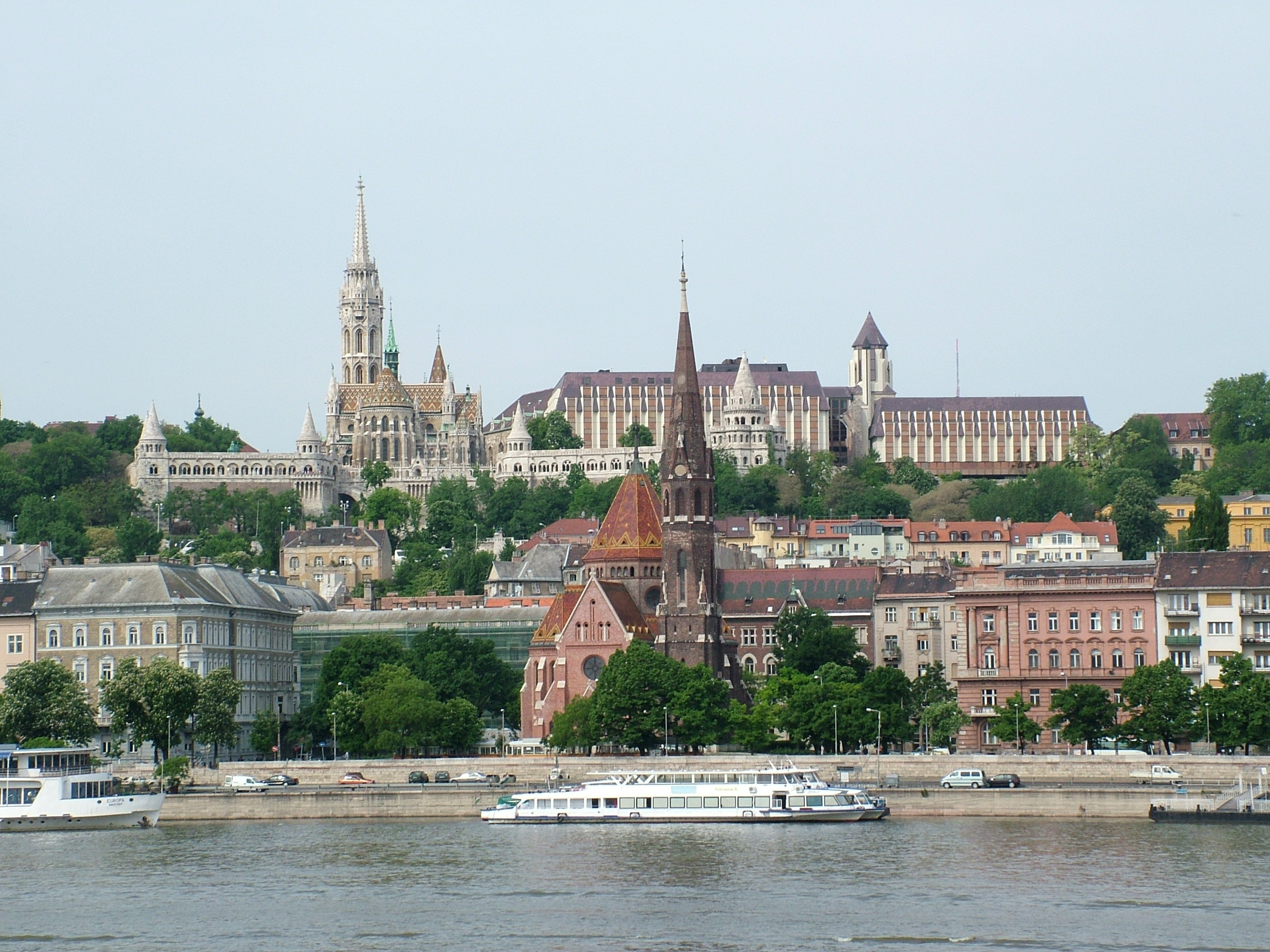
Le Bastion des pêcheurs visible de la rive opposée au-dessous de l'église.